# Ferrier Lecture
A Ferrier Lecture é uma palestra da Royal Society ministrada a cada três anos "sobre um assunto relacionado ao avanço do conhecimento natural sobre a estrutura e função do sistema nervoso". Foi criada em 1928 para homenagear a memória de Sir David Ferrier, um neurologista que foi o primeiro cientista britânico a estimular eletronicamente o cérebro para fins de estudo científico.
Em seus 90 anos de história a Lecture foi ministrada 30 vezes. Nunca foi apresentada mais de uma vez pela mesma pessoa. A primeira mulher a receber a honra foi Christine Holt, em 2017. A primeira Lecture foi proferida em 1929 por Charles Scott Sherrington e foi intitulada "Alguns problemas funcionais associados à convergência". Em 1971 a Lecture foi proferida por dois indivíduos (David Hubel e Torsten Wiesel) sobre o mesmo tópico, com o título "A função e a arquitetura do córtex visual".

## Lista de Lecturers
| Ano  | Nome                          | Título | Notas  |
| ---- | ----------------------------- | --- | ------ |
| 1929 | Charles Scott Sherrington     | "Some functional problems attaching to convergence" | [ 2 ]  |
| 1932 | Cornelius Ubbo Ariëns Kappers | "Some correlations between skull and brain" | [ 3 ]  |
| 1935 | Otto Loewi                    | "Problems connected with the principle of humeral transmission of nervous impulses" | –      |
| 1938 | Edgar Douglas Adrian          | "Some problems of localization in the central nervous system" | [ 4 ]  |
| 1941 | Frederic Bartlett             | "Fatigue following highly skilled work" |        |
| 1944 | Gordon Morgan Holmes          | "The organization of the visual cortex in man" | [ 5 ]  |
| 1947 | Wilder Penfield               | "Some observations of the cerebral cortex of Man" | [ 6 ]  |
| 1950 | John Zachary Young            | "Growth and plasticity in the nervous system" | –      |
| 1953 | Francis Walshe                | "The contribution of clinical observation to cerebral physiology" |        |
| 1956 | Wilfrid Le Gros Clark         | "Inquiries into the anatomical basis of olfactory discrimination" | [ 7 ]  |
| 1959 | John Eccles                   | "The nature of central inhibitory action" | [ 8 ]  |
| 1962 | William Albert Hugh Rushton   | "Visual adaptation" | [ 9 ]  |
| 1965 | Stephen Kuffler               | "Physiological properties of vertebrate and invertebrate neurological cells and the movement of substances through the nervous system"                                                        | [ 10 ] |
| 1968 | Charles Garrett Phillips      | "Studies of a primates brain and hand" | [ 11 ] |
| 1971 | David Hubel e Torsten Wiesel  | "The function and architecture of the visual cortex" | [ 12 ] |
| 1974 | Wilhelm Siegmund Feldberg     | "Body temperature and fever, changes in our views during the last decade" | [ 13 ] |
| 1977 | János Szentágothai            | "The neuron network of the cerebral cortex, a functional interpretation" | [ 14 ] |
| 1980 | Horace Barlow                 | "Cerebral cortex and the design of the eye" | –      |
| 1983 | Leslie Iversen                | "Amino acids and peptides: fast and slow chemical signals in the nervous system" | –      |
| 1986 | Giles Brindley                | "The actions of parasympathetic and sympathetic nerves in human micturition, erection and seminal emission, and their restoration in paraplegic patients by implanted electrical stimulators" | –      |
| 1989 | Lawrence Weiskrantz           | "Side glances at blindsight, recent approaches to implicit discrimination in human cortical blindness"                                                                                        | [ 15 ] |
| 1992 | Gerald Westheimer             | "Seeing depth with two eyes, stereopsis" |        |
| 1995 | Semir Zeki                    | "Behind the scene: an exploration of the visual brain" |        |
| 1998 | Jean-Pierre Changeux          | "The nicotinic acetylcholine receptor and synaptic plasticity" | [ 16 ] |
| 2001 | Andrew Lumsden                | "Patterning the embryonic brain" | –      |
| 2004 | Alan Cowey                    | "Magnetic brain stimulation: what can it tell us about brain function?" | [ 17 ] |
| 2007 | Marc Tessier-Lavigne          | "Brain development and brain repair: Molecules and mechanisms that control neuronal wiring"                                                                                                   | –      |
| 2010 | Colin Blakemore               | "Plasticity of the brain: the key to human development, cognition and evolution" |        |
| 2013 | John O'Keefe                  | "cognitive neuroscience, especially on the role of the hippocampus, and the mechanisms supporting memory and cognition"                                                                       | [ 18 ] |
| 2017 | Christine Holt                | "understanding of the key molecular mechanisms involved in nerve growth, guidance and targeting which has revolutionised our knowledge of growing axon tips"                                  | [ 19 ] |
| 2019 | Ray Dolan                     | "for his work charting the brain activity related to fundamental aspects of human conduct and behaviour"                                                                                      | [ 20 ] |